# Smoczek (do butelki)

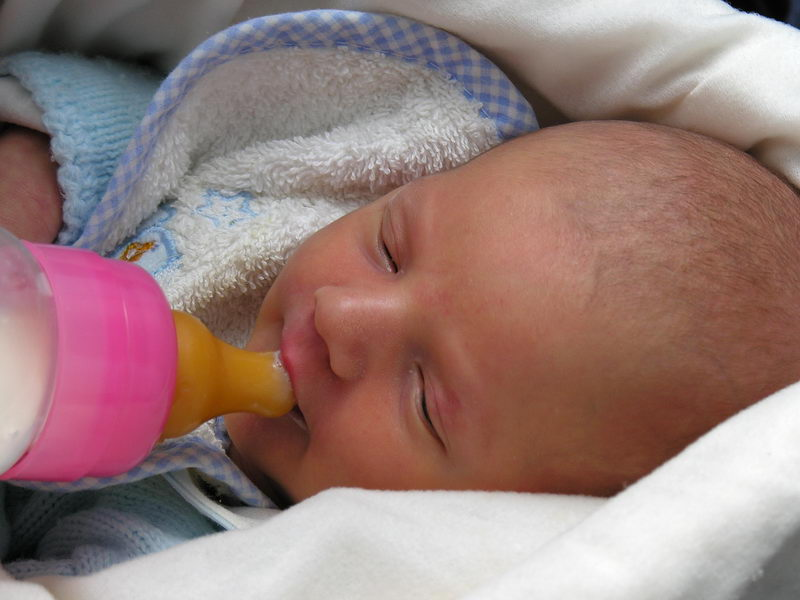
Karmienia niemowlęcia przy użyciu butelki za smoczkiem

Smoczek – gumowy (lub z tworzywa sztucznego) kapturek z małym otworem na czubku zakładany na butelkę umożliwiający sztuczne karmienie niemowląt. Smoczek funkcjonalnie zastępuje brodawkę sutkową matki, umożliwiając dziecku ssanie. Smoczki należy przechowywać wygotowane, w zamkniętych naczyniach.